# Katastrofa samolotu MiG-23 w Koczale
Katastrofa samolotu MiG-23 w Koczale – katastrofa lotnicza samolotu wojskowego MiG-23 MF, do której doszło w Koczale, w środę 13 listopada 1985 roku około godziny 14:16. Zginął w niej pilot, podporucznik inż. Zbigniew Krupa.

## Samolot
Katastrofie uległ wojskowy samolot MiG-23MF o numerze seryjnym 0390224105, numerze bocznym 105. Maszyna została wyprodukowana 12 sierpnia 1982 roku. Do służby trafiła 28 sierpnia 1982 roku. Od 24 września 1982 roku użytkownikiem statku powietrznego był 28 pułk lotnictwa myśliwskiego w Słupsku-Redzikowie. Samolot przez cały okres eksploatacji wykonał 446 lądowań. Jego nalot wynosił 360 godzin i 10 minut. Maszyna została skreślona z ewidencji 14 stycznia 1986 roku protokołem kasacyjnym 1/86.

## Przebieg lotu
W środę 13 listopada 1985 roku o godzinie 13:50 podporucznik Zbigniew Krupa wystartował na przechwycenie, z wykorzystaniem celownika radiolokacyjnego, celu imitowanego przez drugi samolot MiG-23 lecący na wysokości 6000 metrów. Maszynę tę pilotował kapitan Jerzy Bekus. O godzinie 14:16 ppor. Krupa zameldował o przechwyceniu celu na wysokości około 1150 metrów. Chcąc wyprowadzić samolot ze strefy przechwycenia wykonał energiczny wywrót przez prawe skrzydło. Skutkiem tego maszyna wpadła w lot nurkowy. Na wysokości około 700 metrów pilot zorientował się w sytuacji i rozpoczął gwałtowne wyprowadzanie samolotu z pikowania. Zbyt duża prędkość wynosząca około 1100 km/h oraz źle rozłożona uwaga pilota podczas manewru nie pozwoliły doprowadzić maszyny do lotu poziomego. 
MiG-23 rozbił się w miejscowości Koczała. Podporucznik Zbigniew Krupa zginął na miejscu. Była to pierwsza z dwóch katastrof samolotu MiG-23 w polskim lotnictwie wojskowym skutkująca śmiercią pilota. 